# Шидлаускас, Пятрас Юозович
Пятрас Юозович Шидлаускас — советский хозяйственный, государственный и политический деятель.

## Биография
Родился в 1920 году в селе Гимбогола. Член КПСС.
С 1938 года — рабочий железнодорожной станции Гимбогала, работник лесопильни. Участник Великой Отечественной войны, партизан Литовского штаба партизанского движения в отряде «Гражина». С 1944 года — на хозяйственной, общественной и политической работе. В 1944—1988 гг. — культурный, профсоюзный и партийный работник в Литовской ССР, председатель Радвилишкского райисполкома, председатель Пасвальского райисполкома, первый секретарь Радвилишкского райкома КП Литвы, председатель Ревизионной комиссии КП Литвы.
Избирался депутатом Верховного Совета СССР 8-го созыва, Верховного Совета Литовской ССР 9-11-го созывов.
Умер в Вильнюсе в 1988 году.